# 哭泣女

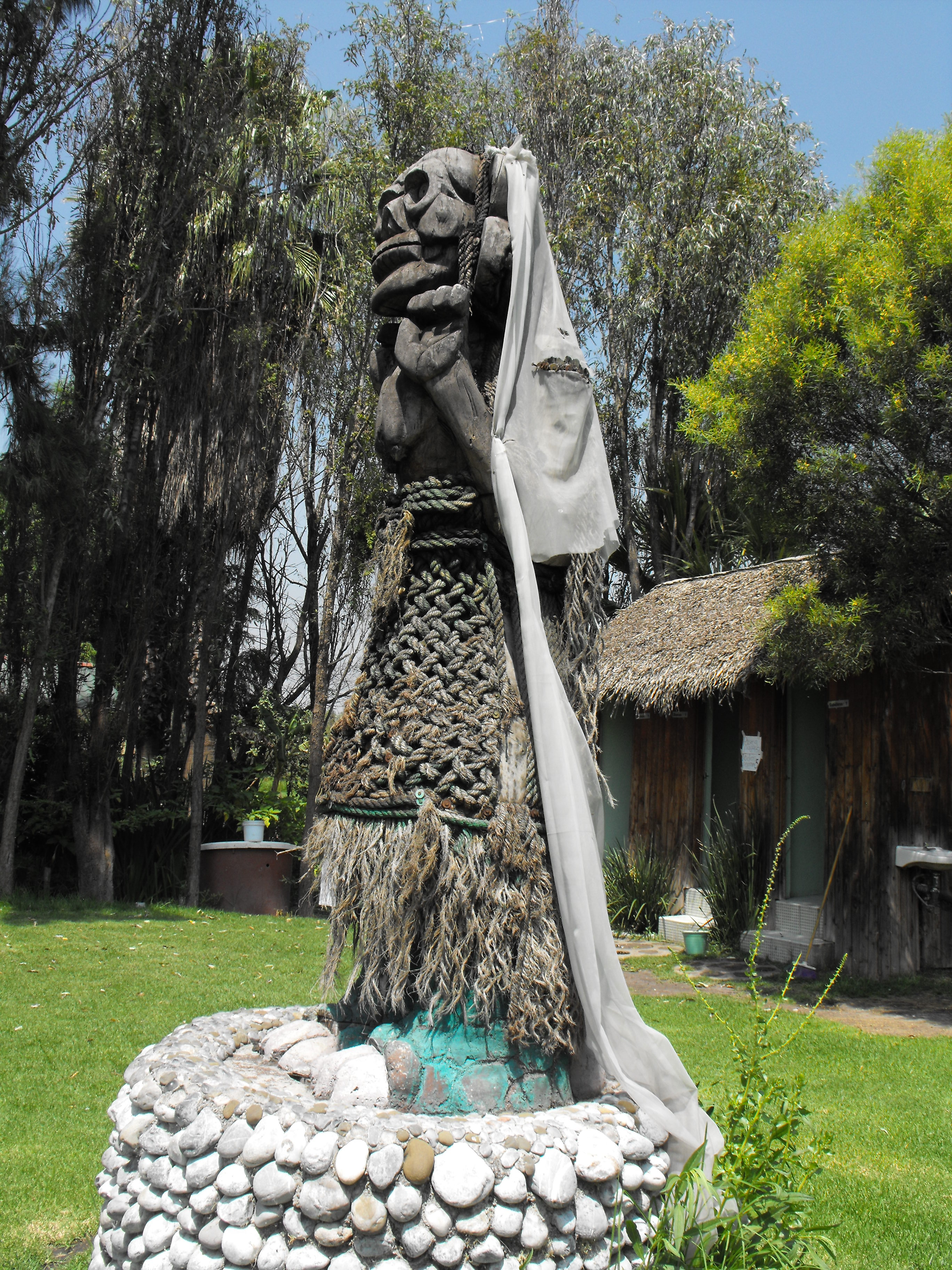
墨西哥索奇米爾科湖旁的哭泣女雕像，摄于2015年

哭泣女是一则主要流行于拉丁美洲的女鬼传说。这个传说中的“哭泣女子”是一名失去了孩子的女鬼，她在河边一边寻觅自己的孩子，一边哭泣，并常常会给附近听到她哭声的人们带来不幸。这则传说遍布墨西哥的各个角落，有向都市传说发展的趋势。

## 传说
此传说有多个版本，大意是说有一个美丽的女子名叫玛利亚（西班牙語：María），她为报复自另寻新欢的薄情丈夫而将自己的孩子淹死在河中。但是当她真的等到自己的孩子被淹死后，又因突然觉悟后悔而溺水自杀。她的灵魂在天国的门口被拦下，并被告知如果不知道自己孩子的下落，就不能通向往生。玛利亚被迫在人间四处流浪，寻找自己被淹死的孩子。她不断地哭泣，因而得名“哭泣女”。她被困于阳间与阴间之间。据称她会哭喊“啊，我的孩子们呀！”（西班牙語：¡Ay, mis hijos!）。
墨西哥的父母亲经常用这个故事来吓唬小孩不要在夜间出去玩。在这则故事的一些变体版本中，哭泣女会绑架和自己丢失的孩子长得像的闲逛小孩。她先请求宽恕，然后把他们淹死在河中，以假乱真。人们说有见到过她说自己会在深夜里出现在河边或湖边。有的人相信那些听到哭泣女哭声的人是大限将至的人，而能够及时逃过一劫的人则是凶兆程度不那么重的人，这与盖尔人的班西传说类似。

## 文化影响

### 影视作品
这则故事被多次改变成为影视片，如1933年电影《哭泣的女人》（Llorona, La）、2007年电影《哭泣》（The Cry）和2007年短片《哭泣的女人》（La llorona），以及改编作品如1960年电影《哭泣的女人》（La Llorona）、1961年电影《哭泣女的诅咒》（The Curse of the Crying Woman）、2011年动画片《泣女传说》（La Leyenda de la Llorona）和2019年由溫子仁監製的電影《哭泣的女人》（The Curse of La Llorona）。该传说也是美国电视剧《超自然档案》第1集的主要素材来源之一。